# 독일-우루과이 관계

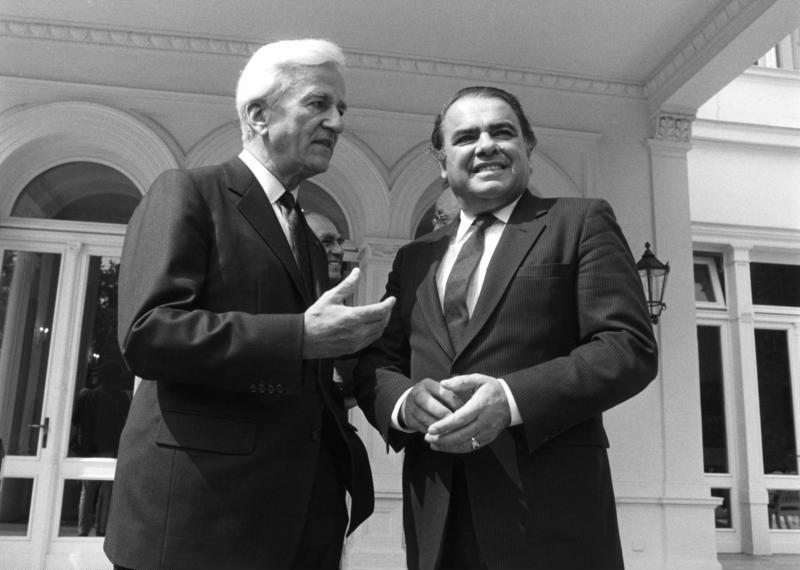

독일은 우루과이의 모테비데오에 대사관을 두고 있다. 그리고 우루과이는 베를린에 대사관을, 함부르크에 총 영사관을 두고 있으며, (브레멘, 뒤셀도르프, 프랑크푸르트 암 마인, 뮌헨, 포츠담, 슈투트가르트) 6개의 명예 영사관을 두고 있다.

## 역사
1850년대를 시작으로 독일의 이주자들이 우루과이의 발전에 중요한 공헌을 해왔다. 1935년 우루과이는 독일 유대인들에게 망명을 허락했다. 1948년 제2차 세계대전 이후 메노파 교도 단체들은 독일에서 우루과이로 이주했다.
제1차 세계대전 중, 우루과이는 독일과 반대의 편에 섰고, 외교 관계를 깼다.
1939년 12월 13일,  River Plate의 전쟁은 영국이 독일의 Graf Spee를 침몰시킨 곳인 우루과이의 해안에서 일어났다. Graf Spee의 1,150명의 살아있는 선원들의 대부분은 전쟁 후 우루과이와 아르헨티나 등으로 억류되었다.
1940년까지 독일은 우루과이와의 외교 관계를 깨겠다고 위협해 왔다.
나치 독일은 우루과이가 나치에 의해 공격당한 Carnarvon Castle에 안전한 피난처를 제공한 것에 대해 항의했다.
1942년 1월 25일, 우루과이는 나치 독일과의 외교 관계를 깼다.
제2차 세계대전 후, 우루과이는 독일연방공화국과 독일민주공화국 모두와 외교 관계를 설립했다.
2011년 10월, 우루과이의 대통령 José Mujica는 독일에 공식적으로 방문했다.

## 무역
2009년 우루과이에서 독일로의 수출은 유로 2억 500만 달러의 가치가 있었고, 독일에서  우루과이로의 수입은 1억 3,500만 달러의 가치가 있었으며 독일은 유럽에서 우루과이의 주요한 무역 상대이다. 독일은 우루과이로 수출하는 국가 중 5번째다.(브라질, 아르헨티나, 미국, 중국, 베네수엘라, 러시아) 우루과이는 독일의 수입품 공급자들 중 84번째 국가이며, 독일의 수출품의 수요자들 중에 108번째 국가이다.

## 참조 문헌
1. 1 2 3 4 5  “Uruguay”. German Foreign Office. 2009년 5월 21일에 확인함.
2. ↑  “Latin Nations Open Doors”. 《Chicago Tribune》. 1938. 2012년 10월 20일에 원본 문서에서 보존된 문서. 2009년 5월 22일에 확인함.
3. ↑  〈Uruguay〉. 《Global Anabaptist Mennonite Encyclopedia Online》. 2009년 5월 23일에 확인함. .
4. ↑  “Elfrieda Dyck, 87, Mennonite Who Helped Thousands Resettle”. 《New York Times》. 2004년 9월 5일. 2009년 5월 26일에 확인함. .
5. ↑  “German Official Uruguay Breaks Off Relations.”. 《The Evening Independent》. 1917. 2009년 5월 22일에 확인함.
6. ↑  “Three More Nations Near War on Kaiser”. 《Chicago Tribune》. 1918. 2012년 10월 20일에 원본 문서에서 보존된 문서. 2009년 5월 22일에 확인함. Holland, Argentina, and Uruguay on the Verge.
7. ↑  “Minister Ready to Ask for His Passports if Any Local Nazi Leaders Are Deported”. 《New York Times》. 1940년 6월 20일. 2009년 5월 22일에 확인함. .
8. ↑  White, John W. (1940년 12월 10일). “Nazis Protest Aid to Raider's Victim. Object in Uruguay to Giving Carnarvon Castle 72 Hours to Mend Battle Scars”. 《New York Times》. 2009년 5월 22일에 확인함. The German Government, through its Minister in Montevideo, Otto Langmann, made a formal diplomatic protest this afternoon against...
9. ↑  Hulen, Bertram D. (1942년 1월 22일). “Actual Rupture Is Left to Congress of Each Signatory”. 《New York Times》. 2009년 5월 22일에 확인함. Unanimous agreement by the twenty-one American republics on a resolution for severance of relations with the Axis powers was reached late today at a three-hour consultation in the office of Foreign Minister Oswaldo Aranha of Brazil, who is chairman of the Inter-American Conference.
10. ↑  “Uruguay, Peru Break Relations with Axis”. 《Chicago Tribune》. 1942년 1월 25일. 2012년 10월 20일에 원본 문서에서 보존된 문서. 2009년 5월 22일에 확인함. Uruguay and Peru severed diplomatic relations tonight with Germany, Italy, and Japan. putting into swift effect terms of a compromise anti-axis agreement ...
11. ↑  “President Mujica in Belgium, Sweden, Norway, and Germany”. La República. 2011년 10월 7일. (스페인어)

## 같이 보기
- 독일의 대외 관계
- 우루과이의 대외 관계